# Raecius aculeatus
Raecius aculeatus är en spindelart som beskrevs av Dahl 1901. Raecius aculeatus ingår i släktet Raecius och familjen Zorocratidae.
Artens utbredningsområde är Kongo. Inga underarter finns listade i Catalogue of Life.